# Машел, Жозина
Жозина Абиафар Мутемба Машел (порт. Josina Abiathar Muthemba Machel; 10 августа 1945 — 7 апреля 1971) — мозамбикская революционерка, активная участница борьбы за независимость, одна из лидеров ФРЕЛИМО.

## Биография

### Ранние годы
Жозина с братом-близнецом Бельмиро родилась в Виланкулосе, Иньямбане, Мозамбик, 10 августа 1945 года в семье assimilado (португализированных коренных жителей), которая, тем не менее, вела активную антиколониальную деятельность. Её дед (пресвитерианский проповедник, выступавший против португальского колониализма), отец, две её сестры и два дяди — все в тот или иной момент были заключены в тюрьму за своё участие в подпольной оппозиции португальской колониальной администрации.
Её отец работал медбратом в государственных больницах, и ему приходилось периодически переезжать с семьей в связи с переводом на новые работы. В возрасте 7 лет Жозина поступила в начальную школу Dom João де Кастро в Мосимбоа-да-Прая. Два года спустя её отца перевели в город Жуан-Белу, и Жозина поступила в Mouzinho de Albuquerque. После 4-го класса Жозину отправили в столицу Лоренсу-Маркиш, где она продолжала образование, живя с бабушкой.

### Начало общественной деятельности
В 1958 году Жозина в 13-летнем возрасте поступила в коммерческую школу доктора Азеведу-и-Силва, чтобы заняться бухгалтерским делом. Два года спустя она присоединилась к Núcleo dos Estudantes Africanos Secundários de Mocambique (NESAM) — подпольной культурно-политической организации учащихся, основанной Эдуарду Мондлане в 1949 году. Её политическое сознание развивалось внутри этой организации, находившейся под пристальным наблюдением колониальной полиции.
Когда ей исполнилось 18 лет, она бежала из страны с восемью другими студентами (включая Арманду Эмилиу Гебузу), намереваясь присоединиться к базирующемуся в Танзании Фронту освобождения Мозамбика (ФРЕЛИМО). Пройдя около 800 миль, им удалось добраться до границы Родезии и Замбии у водопада Виктория, прежде чем они были задержаны, экстрадированы обратно в Мозамбик и брошены в тюрьму. Пять месяцев спустя, в месяц своего 19-летия, Жозина была освобождена благодаря международной кампании солидарности, организованной ФРЕЛИМО. Она возобновила обучение, но за ней продолжалась полицейская слежка.
Четыре месяца спустя Жозина во второй раз бежала из Мозамбика, опять же с группой однокурсников. С этого момента она больше никогда не видела членов своей семьи. Группа ищет убежища в Свазиленде, где их помещают в лагерь беженцев. Поскольку, по слухам, их собирались передать португальским властям, Жозина и трое её товарищей сбежали из лагеря при помощью местного пресвитерианского пастора, также сочувствующего ФРЕЛИМО. Путешествуя сначала на машине, затем пешком и, наконец, на автобусе, четверо студентов прибывают в Йоханнесбург (ЮАР). Там группа вступила в контакт с местной версией «подземной железной дороги» и поехала на грузовике во Франсистаун (Ботсвана), где присоединилась к 14 другим людям, которые также стремились попасть в Танзанию. Здесь они были объявлены британскими колониальными властями «нежелательными посетителями», и были приняты меры для их депортации в Свазиленд.
После интенсивной международной огласки с участием Организации африканского единства и Организации Объединённых Наций, лидеру ФРЕЛИМО Эдуарду Мондлане удалось убедить британские власти освободить 18 студентов и позволить им отправиться в Танзанию. Соответственно, группа передается Управлению Верховного комиссара Организации Объединённых Наций по делам беженцев, которое организовало для них поездку в Лусаку (Замбия). Там они проводят несколько дней в лагере беженцев, пока их не передают представителю ФРЕЛИМО. После долгой и утомительной автобусной поездки группа ослабленной и голодной наконец-то прибывает в Дар-эс-Салам (Танзания). В общей сложности Джозина преодолела более 3000 км от своего дома.

### В освободительной борьбе

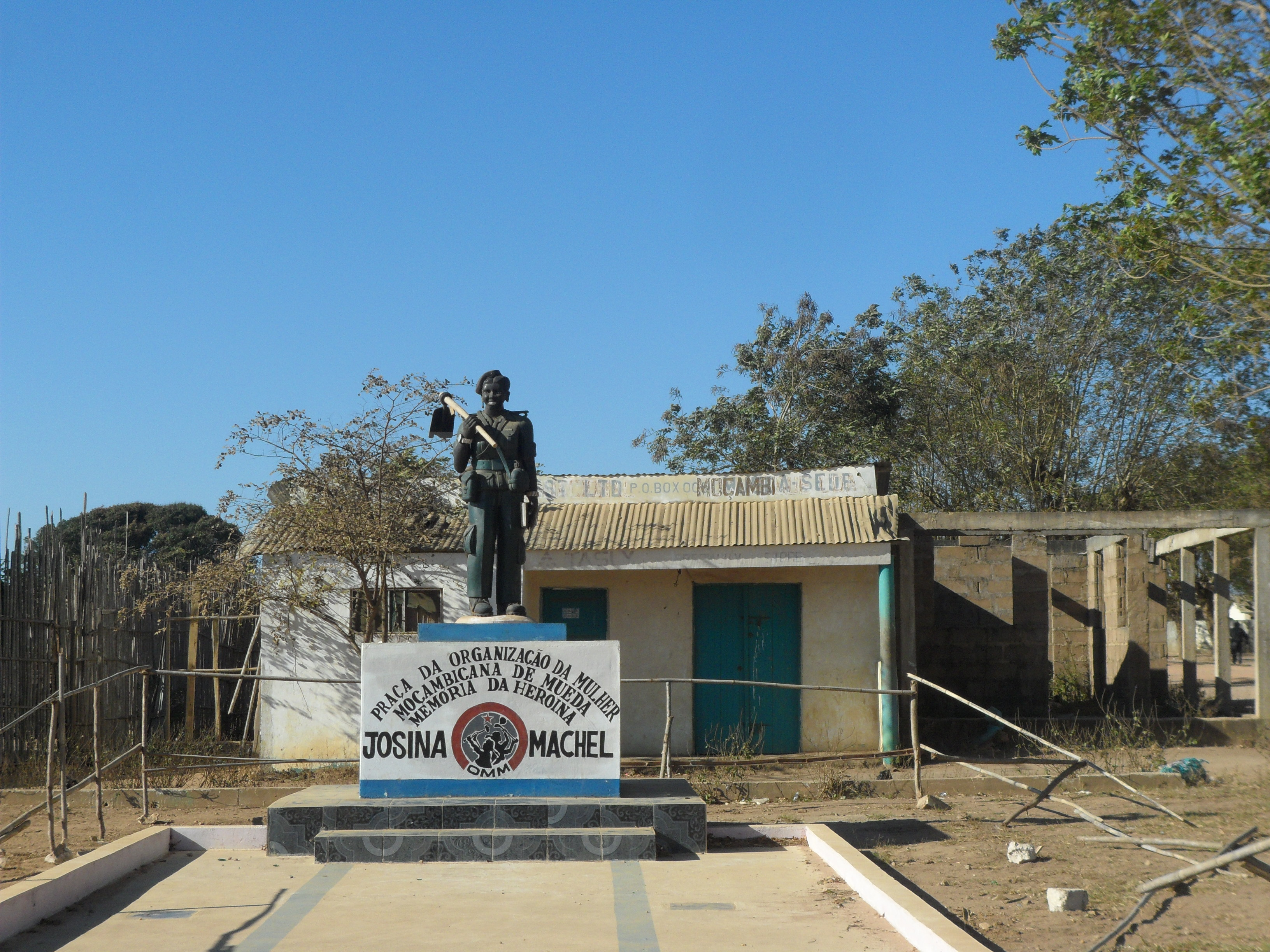
Статуя Жозины Машел в Муэде, Кабу-Делгадо.

В 20-летнем возрасте на Жозину были возложены обязанности в рамках борьбы ФРЕЛИМО за национальную независимость. Она начала работать в Институте Мозамбика — образовательном центре для мозамбикских студентов в Танзании — в качестве помощника директора Джанет Мондлане, родившейся в Америке супруги лидера ФРЕЛИМО Эдуарду Мондлане. Полтора года спустя Жозина отклоняет предложение о стипендии для обучения в университете в Швейцарии и становится волонтером недавно созданного женского отделения ФРЕЛИМО (Destacamento Feminino). Женскому отделению поручено предоставить женщинам политическую и военную подготовку, чтобы они могли полностью интегрироваться в освободительную борьбу. Эта инициатива как часть борьбы за гендерное равенство бросала вызов традиционалистским порядкам.
Впоследствии Жозина стала одной из 25 молодых женщин, прошедших в Начингвеа на юге Танзании трехмесячную военную подготовку для участия в партизанской войне. Директором этого учебного центра был Самора Машел, в будущем — первый президент Мозамбика и муж Жозины.
После этого Жозина и другие бойцы-женщины совмещают оборонительные роли в охране припасов и помощников в тылу боевых действий с образовательной работой среди местного населения, разъясняя ему историю, цели и задачи ФРЕЛИМО, чтобы заручиться моральной и материальной поддержкой. Такое разделение труда высвобождает дополнительных людей для непосредственных военных действий.
В 1968 году Женское отделение де-факто превратилось в программу социальных услуг ФРЕЛИМО в освобожденных районах. Оно организует центры здравоохранения, школы и детские сады, помогает семьям, дома которых были разрушены, и оказывает эмоциональную поддержку раненым бойцам и семьям пострадавших от войны крестьян. Жозина дальновидно определяет потребности в детских центрах для ухода за детьми, осиротевшими или разлученными со своими семьями из-за войны.
В середине 1968 года 24-летняя Жозина избрана делегатом Второго съезда ФРЕЛИМО, где она решительно выступает за полное вовлечение женщин во все аспекты освободительной борьбы. Затем она назначается главой женского отдела Департамента международных отношений ФРЕЛИМО . На этой должности она периодически ездит на международные встречи, посвященные правам женщин.
1969 год оказался для Жозины насыщенным. Она назначена главой Департамента по социальным вопросам ФРЕЛИМО, где она активно развивает центры по уходу за детьми и образовательные учреждения на севере Мозамбика и отстаивает среди местного населения важность отправки девочек в школу. Когда португальские агенты убили президента ФРЕЛИМО Эдуарду Мондлане в Танзании, Жозина поселилась у его вдовы Джанет, чтобы обеспечить той утешение и компанию. В мае она выходит замуж за Самору Машела в основанном при её участии Образовательном центре Тундуру на юге Танзании. В конце ноября у Жозины и Саморы рождается единственный ребёнок по имени Самора-младший (Самито).

### Болезнь, смерть и наследие
В 1970 году Жозина начинает страдать от болей в животе и слабости. Она едет в Москву за медицинской помощью. Диагноз — рак печени. Рекомендуются отдых и строгая диета, но Жозина возвращается к своим обязанностям в ФРЕЛИМО. В конце года она предпринимает двухмесячное путешествие, в основном пешее, через провинцию Ньяса, чтобы оценить условия и спланировать деятельность Департамента по социальным вопросам.
В марте 1971 года Жозина, борясь с хронической усталостью и истощением, снова инспектировала социальные программы, на этот раз в Кабу-Делгаду, и даже вела собрание на более чем 1000 человек. Уставшая и очень худая, в начале апреля она решает вернуться в Дар-эс-Салам. Пересекая границу с Танзанией, она передаёт свой пистолет товарищу и говорит: «Товарищи, я больше не могу продолжать. Отдайте оружие военному коменданту провинции, чтобы оно содействовало спасению мозамбикского народа».

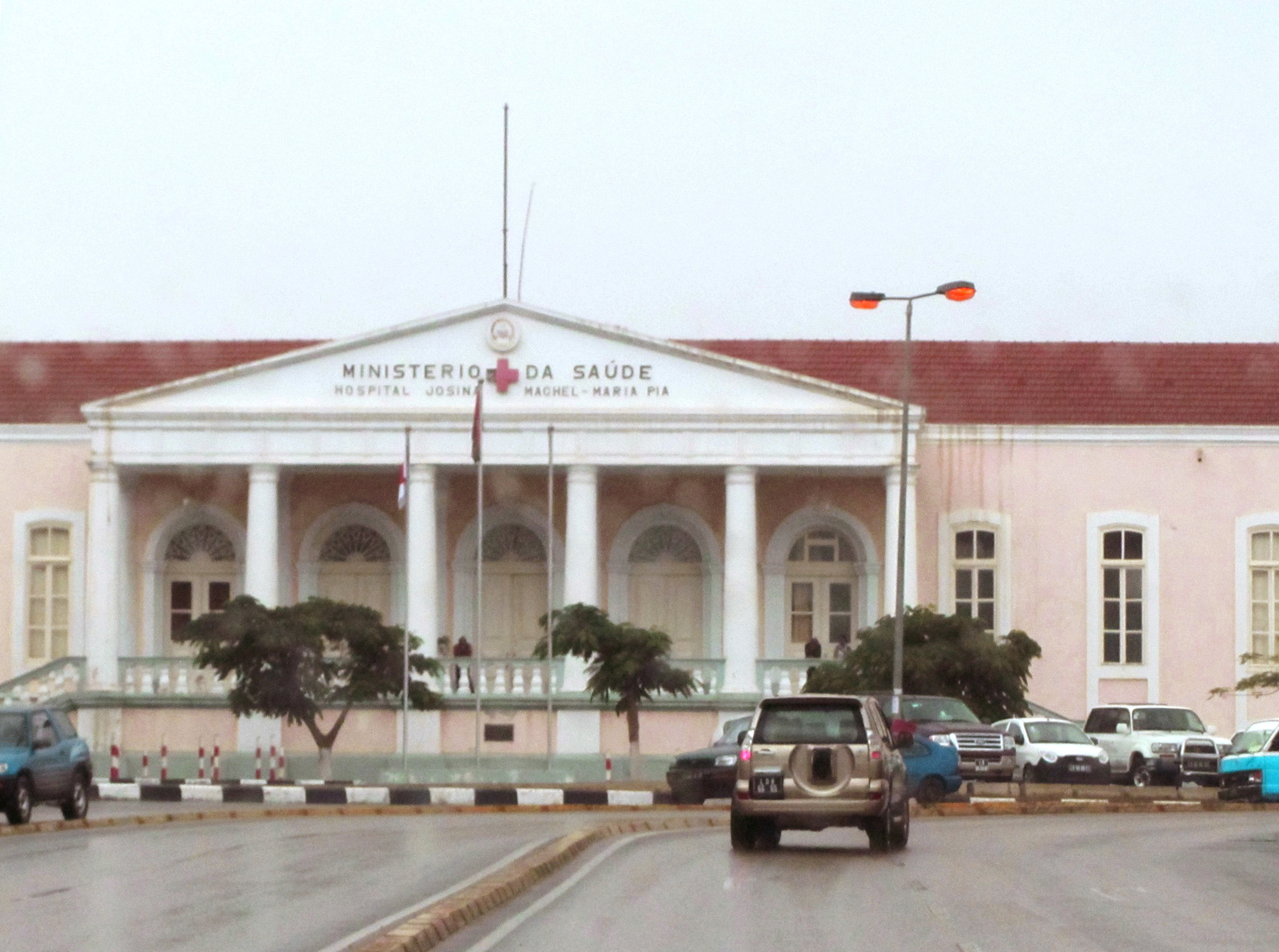
Названная в её честь Больница им. Жозины Машел в Луанде, Ангола.

В Дар-эс-Саламе Жосина 5 апреля слегла в тяжелом состоянии, была доставлена в больницу Мухимбили и скончалась 7 апреля 1971 года в возрасте 25 лет. Она была похоронена на кладбище Кинондони, где также похоронен её дядя Матеуш Мутемба, убитый португальскими агентами в 1968 году.
Год спустя ФРЕЛИМО объявил 7 апреля, день смерти Жозины, Национальным женским днем в Мозамбике. В марте 1973 года ФРЕЛИМО учредил Национальную организацию мозамбикских женщин: вдохновленная идеалами женской эмансипации, которые продвигала Машел, организация продолжала работать для достижения этой цели и после обретения Мозамбиком независимости в 1975 году. Ряд сестер по оружию Жозины продолжали играть важные руководящие роли в этой организации и в правительстве. Её именем названа главная школа столицы.